# Tecnam P2010
Il Tecnam P2010 è un aereo da trasporto leggero, quadriposto, di fabbricazione italiana, prodotto dalla Tecnam di Capua negli anni dieci del XXI Secolo.

## Storia del progetto
Sviluppato dal precedente P2008, il P2010 fu concepito dall’ingegnere Luigi Pascale come un ingrandimento del precedente tipo. Il prototipo fu esibito per la prima volta al pubblico durante il salone dell’aviazione generale tenutosi a Friedrichshafen nel corso dell’aprile 2011, ottenendo subito un portafoglio di 30 ordini. L’aereo (matricola I-EASA) andò in volò per la prima volta a Capua il 12 luglio 2012 nelle mani del collaudatore Marco Locatelli. L'azienda costruttrice aveva inizialmente previsto di ottenere la certificazione FAR Part 23 entro il novembre 2012, dichiarando che avrebbe rimborsato gli eventuali depositi lasciati dai clienti se l'aereo non fosse stato certificato entro la fine del 2014. L’Agenzia europea per la sicurezza aerea ha rilasciato la certificazione completa EASA.A.576 il 24 settembre 2014, mentre la Federal Aviation Administration statunitense ha completato la certificazione nel dicembre 2015.

## Tecnica

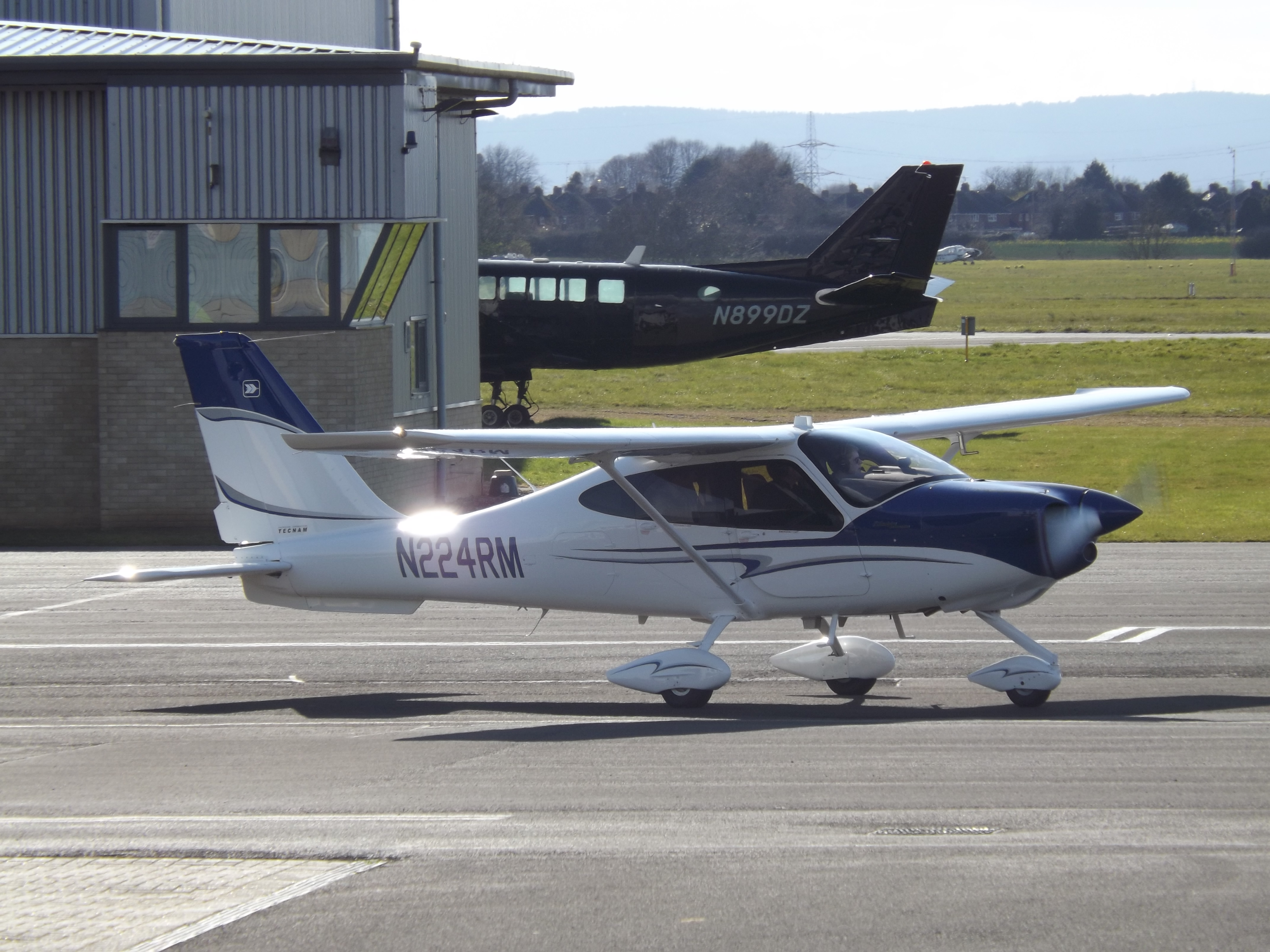
Un Tecnam P2010 ripreso su di un aeroporto del Gloucestershire.

Il P2010 è un aereo leggero quadriposto, monoplano ad ala alta di costruzione mista, in metallo per l’ala, i piani di orizzontali coda e il timone, e in compositi per la fusoliera e l’impennaggio di coda. L’ala in pianta ha bordo di attacco dritto, con piccola rastrematura alla radice, ed è rastremata posteriormente nella zona degli alettoni. Al termine vi è una tip con un piccolo accenno di winglet.
Il propulsore è un motore aeronautico Lycoming IO-360-M1A a 4 cilindri contrapposti, raffreddato ad aria, erogante la potenza di 180 hp (130 kW) a 2 700 giri/min funzionante sia a benzina automobilistica che a benzina avio. L’elica è bipala a passo fisso e l’impianto di alimentazione del propulsore comprende due serbatoi alari da 120 litri ciascuno. Il carrello d'atterraggio è triciclo, anteriore, fisso, con ruotino anteriore sterzante, e tutte le ruote ricoperte da carenature aerodinamiche. La cabina passeggeri, accessibile da tre porte, può ospitare un pilota e tre passeggeri seduti su due file. Il pannello strumenti offre tre possibili soluzioni di avionica: analogica IFR, Garmin 500 IFR e come opzione top il doppio Garmin G1000 IFR integrato con l’autopilota GFC 700.

## Impiego operativo
Nel mese di luglio 2015 risultavano consegnati ai clienti un totale di 25 velivoli.

## Utilizzatori

### Civili
Cina
- Anhui Lantian International Flight Academy

P2010.
 Francia
- Mermoz Academy

4 P2010 consegnati.

### Annotazioni
1. ↑  Per migliorare la visibilità verso l’alto.
2. ↑  I due serbatoi si trovano nel cassone alare, in posizione protetta dal longherone principale.
3. ↑  I freni sono a disco a comando differenziale sul treno principale.

### Fonti
1. 1 2 3  Jackson 2011, pp. 394-396.
2. 1 2 3   Glenn Pew, TECNAM P2010 First Flight, in AVweb, 14 aprile 2012. URL consultato il 15 aprile 2012.
3. ↑  Volo Sportivo n.3, marzo 2015, p. 13.
4. 1 2   Tecnam P2010 Nearing FAA Certification, su avweb.com. URL consultato il 22 luglio 2015.
5. ↑   Tecnam P2010 Now FAA-Certified, su avweb.com. URL consultato il 18 dicembre 2015.
6. 1 2 3 4  Volo Sportivo n.3, marzo 2015, p. 15.
7. 1 2  Volo Sportivo n.3, marzo 2015, p. 16.
8. ↑  Volo Sportivo n.3, marzo 2015, p. 14.
9. ↑  "Tecnam: contratto per trenta addestratori in Cina" - "Aeronautica & Difesa" N. 386 - 12/2018 pag. 30
10. ↑  "10 TECNAM P-MENTOR ARRIVANO ALLA MERMOZ ACADEMY A TOURS", su md80.it, 09 aprile 2024, URL consultato il 3 giugno 2024.

### Periodici
- Tecnam P2010, in Volo Sportivo, n. 3, Grottaferrata, Aero Media Press TV, marzo 2015,  pp. 14-17.